# El Jurisconsulto
El Jurisconsulto fue una revista publicada en la ciudad española de Sevilla entre 1861 y 1862, durante el reinado de Isabel II.

## Descripción
Editada en Sevilla y subtitulada «Revista de Legislación y Jurisprudencia, Administración, Instrucción Pública, Tribunales y Notariado, órgano oficial de los Ilustres Colegios de Abogados de Sevilla y Cádiz y de la Academia Sevillana de Jurisprudencia y Legislación», la revista era impresa en la imprenta de Hidalgo y Compañía. Su primer número apareció en febrero de 1861 y cesó a principios del siguiente año. Se publicaba en números de dieciséis páginas en 4º, papel común e impresión clara.
Estuvo dirigida por Manuel Campos y Oviedo, con José Morales y García como editor responsable. Trabajaron en la publicación como redactores Agustín María de la Cuadra, José Benavides, Francisco Pagés del Corro y José de Cárdenas y Uriarte. Entre sus colaboradores de Sevilla figuraron nombres como los de Manuel de León Romero, Cayetano de Herrera, Alejandro Groizard, Enrique García, Manuel de Bedmar, Andrés Gutiérrez Laborde, Manuel del Amor Laraña, Bernardo González Coronado, Diego Guerrero, León Carbonero y Sol, Ventura Camacho, José María de Álava, José Fernández Espino, Francisco Arboleya, Juan José Bueno, Luis Segundo Huidobro, Emilio Adán, José Mateos Gago, José Ibarra, Miguel C. Ortiz, Clemente Fernández de Elías, Diego Álvarez de los Corrales, Antonio María de Cisneros y Lanuza, mientras que fuera de la ciudad participaron Manuel de Seijas Lozano, Manuel Ortiz de Zúñiga, Francisco de Cárdenas, Miguel Chacón y Durán, Manuel Colmeiro, Laureano Figuerola, Domingo Rivera, Juan B. de Aragón y Manuel de Cárdenas y Uriarte.
Su contenido incluía asuntos jurídicos, artículos forenses, decretos de Gracia y Justicia, extractos de pleitos, noticias de academias, tribunales y anuncios. La publicación, a la que Manuel Chaves considera bien escrita, no habría tenido, sin embargo gran aceptación del público.